# Santa María Tecajete
Santa María Tecajete es una localidad de México localizada en el municipio de Zempoala en el estado de Hidalgo.

## Toponimia
Del náhuatl tecaxic; tetl, piedra, caxitl, vasija honda, y la final c, de lugar, y significa en el vaso o cajete de piedra.

## Geografía
Se encuentra en la región geográfica de los llanos de Apan (Altiplanicie pulquera), le corresponden las coordenadas geográficas 19° 56’ 15.188” de latitud norte y 98° 35’ 35.327” de longitud oeste, con una altitud de 2563 m s. n. m. En cuanto a fisiografía se encuentra en la provincia del Eje Neovolcánico, dentro de la subprovincia de Lagos y Volcanes de Anáhuac; su terreno es de lomerio. En lo que respecta a la hidrografía se encuentra posicionado en la región del Pánuco, dentro de la cuenca del río Moctezuma, y dentro de las subcuenca del río Tezontepec. Cuenta con un clima semiseco templado.

## Demografía
En 2020 registró una población de 949 personas, lo que corresponde al 1.654 % de la población municipal. De los cuales 454 son hombres y 495 son mujeres.
| Gráfica de evolución demográfica de Santa María Tecajete entre 1900 y 2020 |
|                                                                            |
| Población registrada por los censos y conteos del INEGI.                   |